# Липовая моль-пестрянка
Ли́повая моль-пестря́нка (лат. Phyllonorycter issikii) — вид чешуекрылых из семейства молей-пестрянок (Gracillariidae). Чужеродный вредитель различных видов липы (Tilia) в лесах и зелёных насаждениях городов Европы и юга Сибири. Образует похожие на пятна мины на нижней части листа. В течение года развиваются два поколения.
Родиной насекомого является юг Дальнего Востока и Япония. В Европу вид проник в середине 1980-х годов, а к 2011 году площадь европейской части его ареала составила более 4 млн км².

## Описание
Размах крыльев — 7—7,5 мм. Выделяют две морфологически отличающиеся формы — летнюю и осеннюю. У летней формы лицо, щупики и усики белые. На голове — пучок из золотисто-охристых волосков. Грудь золотисто-охристая. Общая окраска ног белая. Передние бёдра и голени на внутренней поверхности черноватые. Снаружи средние голени — с тремя косыми чёрными чёрточками. Средние и задние лапки — с чёрными колечками. Передние крылья — ланцетные охристо-золотистые с белыми пятнами. Летняя форма по окраске похожа на Phyllonorycter corylifoliclla. У осенней формы пучок волосков на голове чёрный с отдельными белыми чешуйками, иногда полностью белый. Грудь тёмно-коричневая. Передние крылья серые.
Вальвы у самцов асимметричные, левая — в четыре раза у́же правой. Правая вальва на вершине — с шиповатыми щетинками, на её внутренней поверхности имеются тонкие щетиночки. Эдеагус тонкий, его длина в европейских популяциях значимо больше, чем в азиатских. На стерните седьмого сегмента брюшка самок имеется вырост. Гусеницы — пяти возрастов, каждый из которых завершается линькой. Определить возраст гусеницы можно по её размерам. На кончике брюшка куколок имеются два шипика, концы которых выгнуты наружу.
- Летняя форма
- Осенняя форма
- Гусеница
- Куколка

| Возраст     | Ширина головы, мм | Длина головы, мм | Длина тела гусеницы, мм |
| ----------- | ----------------- | ---------------- | ----------------------- |
| I возраст   | 0,14—0,16         | 0,10—0,13        | 0,4—0,7                 |
| II возраст  | 0,18—0,21         | 0,16—0,20        | 0,7—1,1                 |
| III возраст | 0,25—0,28         | 0,24—0,28        | 1,1—2,1                 |
| IV возраст  | 0,25—0,30         | 0,27—0,35        | 1,7—3,0                 |
| V возраст   | 0,31—0,40         | 0,38—0,50        | 3,0—5,6                 |

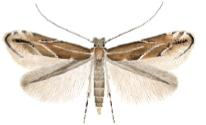
Летняя форма
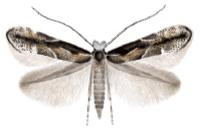
Осенняя форма
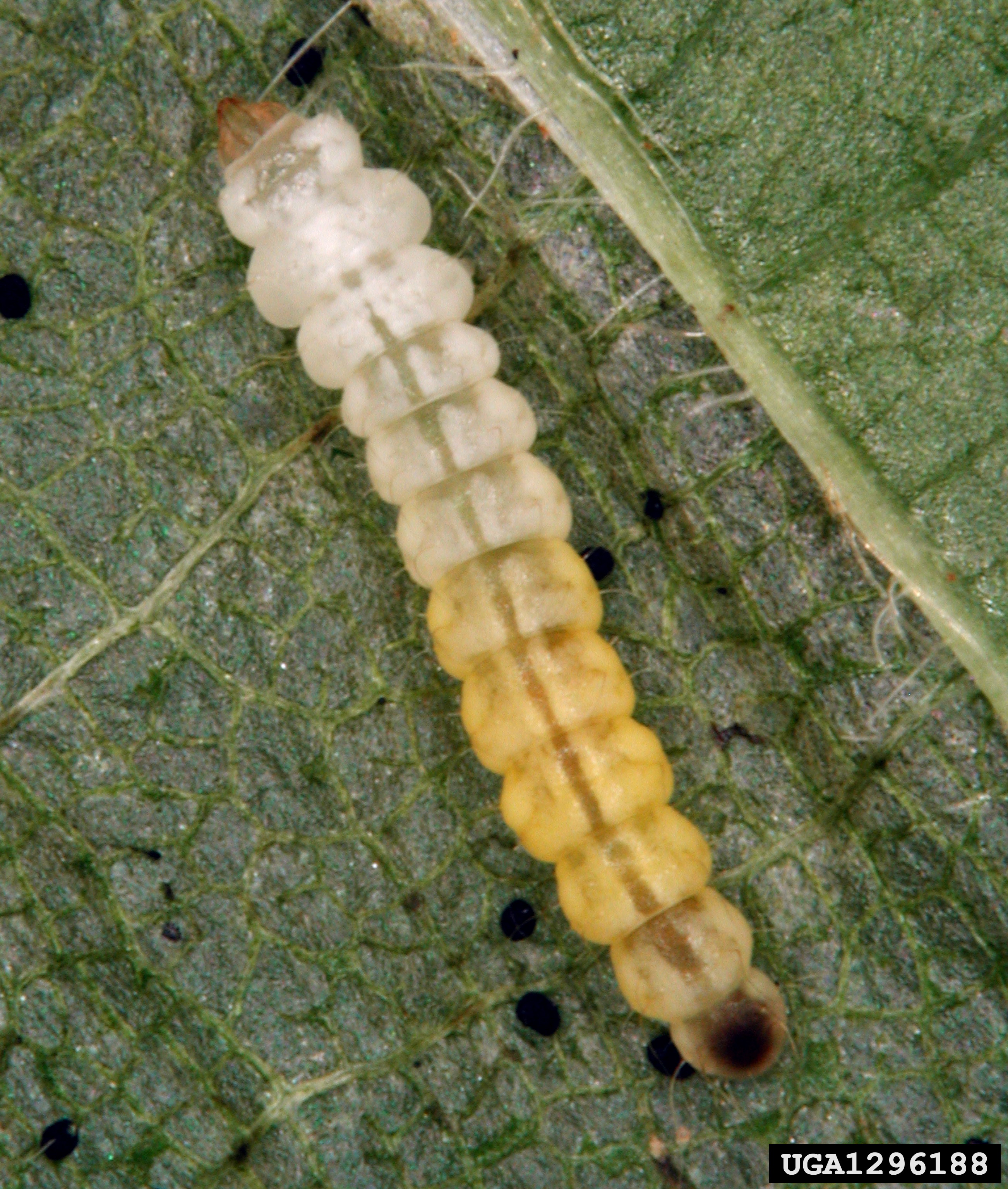
Гусеница
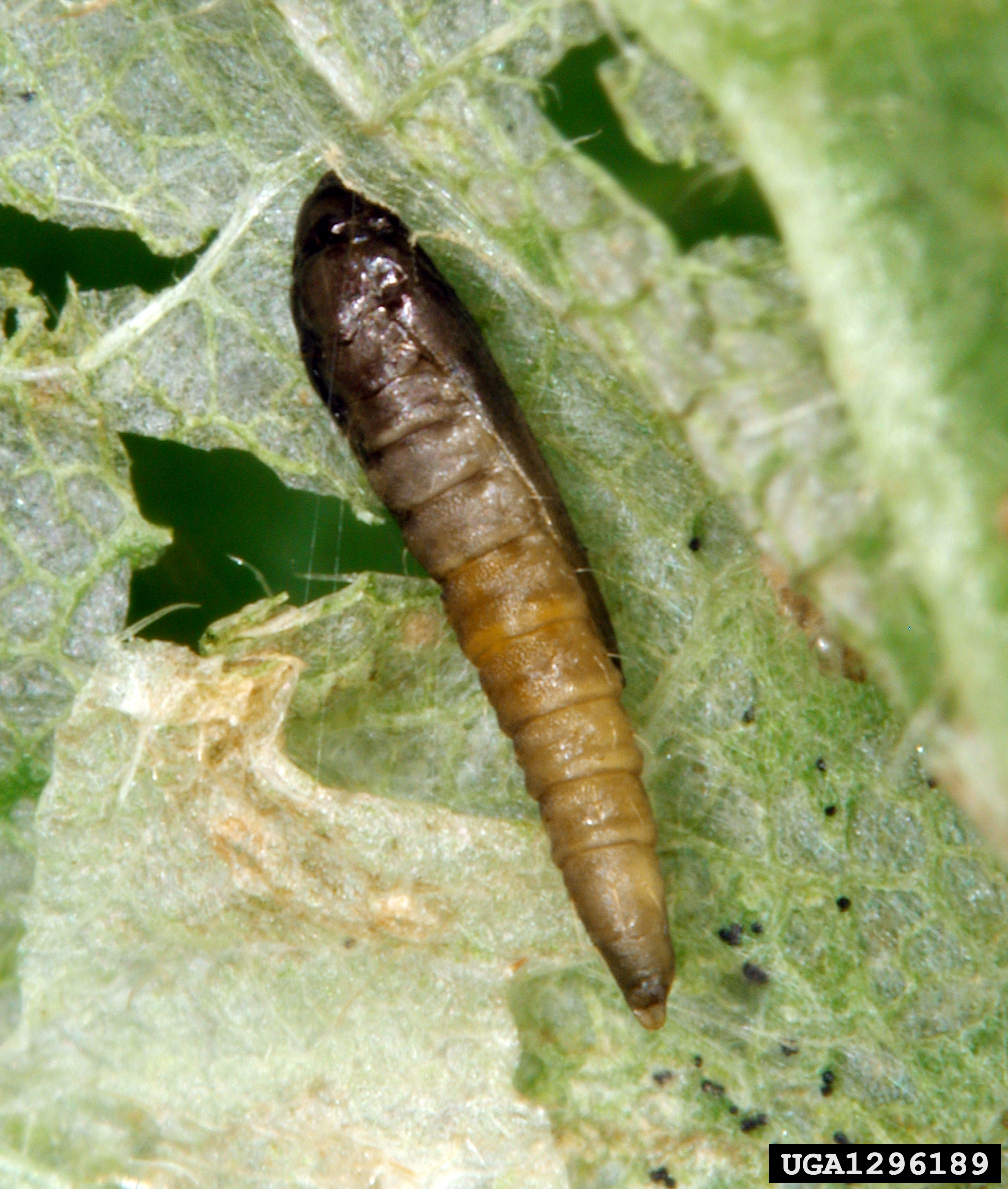
Куколка

Яйца — овальные, размером 0,32—0,37 × 0,23—0,27 мм.

## Образ жизни

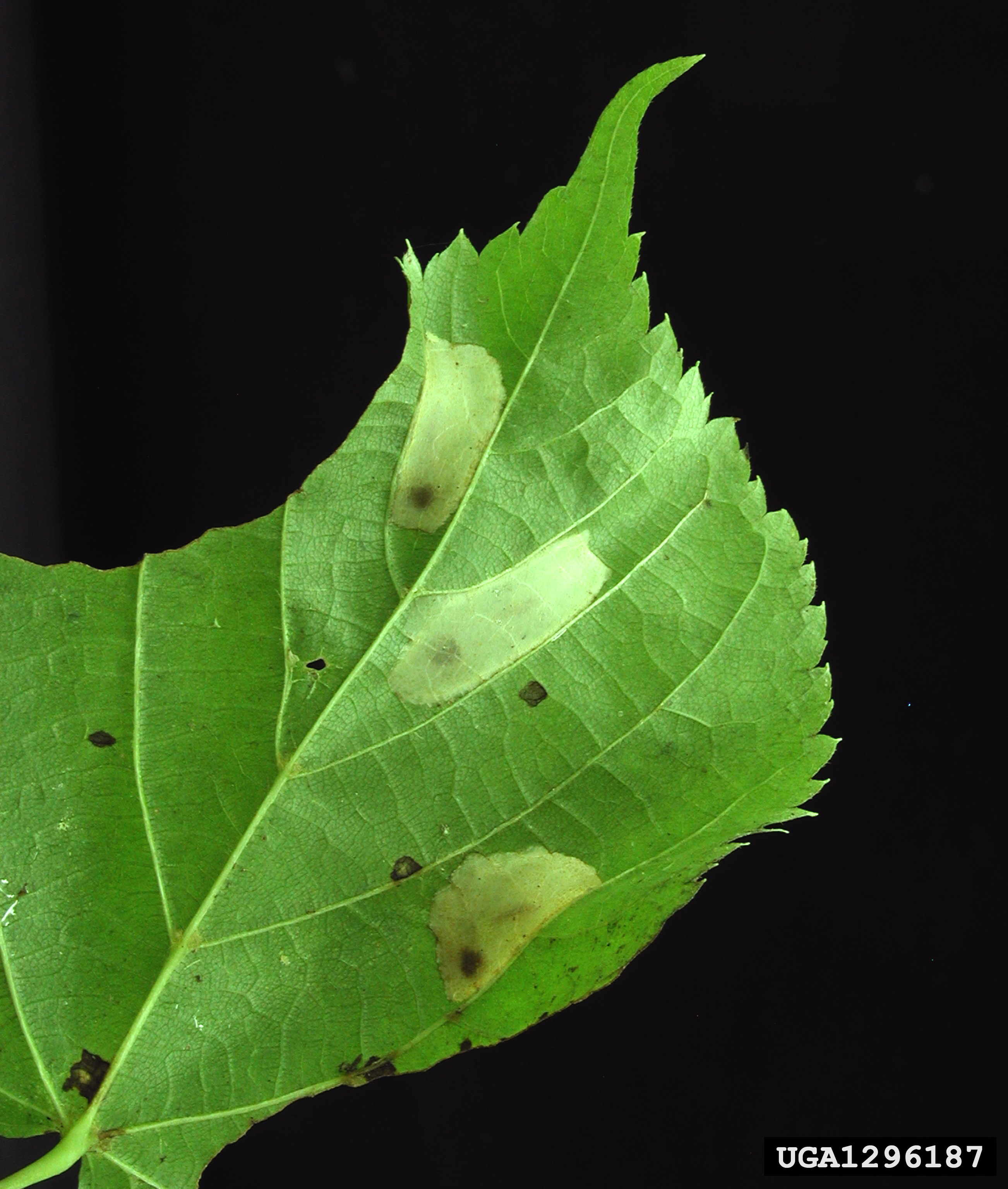
Повреждения, вызываемые липовой молью-пестрянкой

Гусеницы липовой моли-пестрянки ведут скрытый образ жизни и питаются листьями различных представителей рода липа. Они выгрызают в мягких тканях листа полости — мины. Внешне мины проявляются как вздутые белые округлые пятна на нижней стороне листа. На одном листе в среднем бывает по 4—6 мин, максимум составляет 26 мин.
В пределах исходного ареала, на Японских островах, моль повреждает три вида липы: Tilia japonica, Tilia kiusiana и Tilia maximowicziana. На юге Дальнего Востока в число её кормовых растений входят Tilia amurensis и Tilia mandshurica. В Европе минёр развивается на восьми видах и двух гибридах: Tilia americana, Tilia cordata, Tilia ×euchlora, Tilia ×europea, Tilia mandshurica, Tilia mongolica, Tilia platyphyllos, Tilia taquetii, Tilia tomentosa и Tilia tuan. Встречающиеся в литературе указание на питание на представителях родов Берёза (Betula) и Дуб (Quercus) считают ошибочными. На выбор растения оказывает влияние опушение нижней стороны листа. Самки избегают откладывать яйца на опушённые виды липы, например, на Tilia tomentosa. В Европе значительно сильнее повреждаются европейские виды липы и не заселяются виды, интродуцированные из первичного ареала этой моли. У липовой моли-пестрянки в Европе нет прямых конкурентов. Из 13 видов насекомых, минирующих листья липы, только два (Stigmella tiliae и Parna tenella) питаются исключительно на липе, однако они являются довольно малочисленными видами.
Липовая моль-пестрянка развивается на большей части ареала в двух поколениях. Сроки развития зависят от погодных и климатических условий. Первое поколение имаго летает с июня по июль. Для развития этого поколения необходимая сумма эффективных температур составляет 620—630 °C. Второе поколение появляется в августе и сентябре. При неблагоприятных условиях моли второго поколения не успевают завершить развитие.
Зимует липовая моль-пестрянка на стадии имаго. Зимовка происходит в трещинах коры и под корой, на чердаках, в дровах и других подобных укрытиях. Вылет после зимовки примерно совпадает с набуханием почек у липы. Это происходит в конце апреля или начале мая, когда воздух прогревается выше 10 °C. В этот же период происходит спаривание. Моли активны в сумерках. Самки первого поколения откладывают до от 10 до 52 яиц. Плодовитость самок второго поколения варьирует от 7 до 36 яиц. Яйца откладываются одиночно на нижнюю сторону листа. Развитие яйца длится от 4 до 8 дней (в Чехии) и до двух недель в Удмуртии. После выхода из яйца гусеницы первых трёх возрастов питаются соками растений, а на последних стадиях — паренхимой листа. Выделяют два этапа формирования мины. На первом этапе образуется змеевидная мина, в дальнейшем при увеличении размера мина превращается в пятновидную. Гусеница завершает развитие за 13—40 дней, после этого превращаясь в куколку. В естественных условиях эта стадия длится около 10—15 дней.
Заселение листьев в пределах дерева неравномерно. Наиболее сильно повреждаются листья нижней и внешней части кроны и плотность мин уменьшается с высотой и внутри кроны. Плотность мин уменьшается при увеличении антропогенной нагрузки. При разной плотности моли изменяется соотношение цветовых форм. При низкой плотности преобладают более плодовитая тёмная форма, при высокой численности возрастает доля светлой. При высокой плотности мин может происходить преждевременное опадание листьев и уменьшаться радиальный прирост древесины и нектаропродуктивность дерева.

### Паразитоиды
Паразитоиды могут развиваться как на поверхности (эктопаразитоиды) так и внутри тела (эндопаразитоиды) жертвы. В азиатской части ареала преобладают эндопаразитоиды, а в европейской — эктопаразитоиды. По наблюдениям, сделанным в Словакии, Венгрии и Удмуртии, заражённость варьирует от 15 до 37 %. Среди паразитоидов наибольшее влияние на популяцию моли оказывают виды Minotetrastichus frontalis, Pediobius saulius, Sympiesis gordius и Sympiesis sericeicornis. Среди хищных насекомых молью питаются кузнечик Meconema meridionale, клоп Anthocoris nemorum и стафилин Anthophagus caraboides.
Список паразитоидов липовой моли-пестрянки
Паразитоидами липовой моли-пестрянки являются 52 вида перепончатокрылых. Большинство паразитоидов относится к семейству Eulophidae.
Семейство Eulophidae
- Diglyphus pusztensis (Erdös & Novicky, 1951)
- Dicladocerus westwoodii (Westwood, 1832
- Pnigalio agraules (Walker, 1839)
- Pnigalio cristatus (Ratzeburg, 1848)
- Pnigalio gyamiensis (Myartseva & Kurashev, 1990)
- Pnigalio mediterraneus (Ferrière & Delucchi, 1957)
- Pnigalio nemati (Westwood, 1838)
- Pnigalio pectinicornis (Linnaeus 1758)
- Pnigalio longulus (Zetterstedt, 1838)
- Pnigalio soemius (Walker, 1839)
- Sympiesis angustipennis (Erdös, 1954)
- Sympiesis dolichogaster (Ashmead, 1888)
- Sympiesis gordius (Walker, 1839)
- Sympiesis laevifrons (Kamijo, 1965)
- Sympiesis sericeicornis (Nees, 1834)
- Sympiesis acalle Walker 1848
- Cirrospilus diallus (Walker, 1838)
- Cirrospilus elegantissimus (Westwood, 1832)
- Cirrospilus lyncus (Walker, 1838)
- Cirrospilus pictus (Nees, 1834)
- Cirrospilus viticola (Rondani, 1877)
- Cirrospilus vittatus (Walker, 1838)
- Elachertus fenestratus (Nees, 1834)
- Elachertus inunctus (Nees, 1834)
- Hyssopus geniculatus (Hartig, 1838)
- Hyssopus nigritulus (Zetterstedt, 1838)
- Pediobius cassidae (Erdös, 1958)
- Pediobius metallicus (Nees, 1834)
- Pediobius saulius (Walker, 1839)
- Pleurotroppopsis japonica (Kamijo, 1977)
- Chrysocharis amanus Walker, 1839
- Chrysocharis laomedon (Walker, 1839)
- Chrysocharis nephereus (Walker, 1839)
- Chrysocharis pentheus Walker, 1839
- Chrysocharis phryne (Walker, 1839)
- Chrysocharis polyzo Walker, 1839
- Chrysocharis pubicornis (Zetterstedt, 1838)
- Chrysocharis ujiyei (Kamijo, 1977)
- Neochrysocharis formosus (Westwood, 1833)
- Neochrysocharis cuprifrons (Erdős, 1954)
- Omphale versicolor (Nees, 1834)
- Achrysocharoides cilla (Walker, 1839)
- Aprostocetus zoilus (Walker, 1839)
- Baryscapus nigroviolaceus (Nees, 1834)
- Minotetrastichus frontalis (Nees, 1834)
- Mischotetrastichus petiolatus (Erdös, 1961)
- Oomyzus incertus (Ratzeburg, 1844)

Семейство Ichneumonidae
- Eudelus simillimus (Taschenberg, 1865)

Семейство Braconidae
- Dolichogenidea dilecta (Haliday, 1834)
- Colastes braconius (Haliday, 1833)
- Pholetesor circumscriptus (Nees, 1834)
- Pholetesor exiguus (Haliday, 1834)

## Распространение
Липовая моль-пестрянка впервые была обнаружена в 1932 году в Уссурийске, но тогда эти особи не были правильно идентифицированы. Научное описание вида было дано японским лепидоптерологом Тосио Куматой по сборам на островах Хоккайдо, Хонсю и Кюсю. Видовое название дано в честь японского лепидоптеролога Сюти Иссики. При описании вид был помещён в род Lithocolletis, а после признания рода Lithocolletis синонимом рода Phyllonorycter липовая моль пестрянка получила латинское название Phyllonorycter issiki. На острове Сикоку и Южной Корее найден в 1983 году. Присутствие вида на юге Дальнего Востока было подтверждено в 1974 году. На территории Китая липовая моль-пестрянка найдена только в 2015 году в городе Тяньцзинь.
В Европе липовая моль-пестрянка появилась примерно в период с 1980 по 1984 годы. Первая достоверное упоминание этого вредителя относится к 1985 году, его нашли сразу в нескольких парках Москвы. До конца 1980-х годов моль была обнаружена в Московской и Воронежской областях. В последующие 15 лет ареал вида в Европе стремительно расширялся. К 2005 году он стал известен в лесах и парковых зонах городов в европейской части России и в странах Центральной Европы, на запад вид проник до Бельгии. В 2011 году площадь европейской части ареала составила 4,086 млн км². В Сибири вид впервые обнаружен в 2006 году в Тюмени. Направленные поиски вредителя в 2006 и 2007 в Томской, Новосибирской, Иркутской и областях не выявили его. Первая небольшая популяция в Новосибирске были выявлена только в 2008 году.
Молекулярно-генетический анализ выявил 31 гаплотип в ареале липовой моли-пестрянки, из них 23 обнаружены в европейской части ареала и 10 в азиатской. Два гаплотипа встречались на всём протяжении ареала. Анализ образцов методом ДНК-штрихкодирования показал присутствие на Дальнем Востоке ещё одного неописанного вида молей-пестрянок, питающихся на липе и внешне не отличающейся от неё.
Средняя скорость расширения ареала составляет около 42,2 км в год. Экстремально жаркие условия в 2010 привели к значительному снижению численности липовой моли-пестрянки в Европе, а уже к 2012 году заселённость ею липы вновь возросла до 100 %. Причинами инвазии вида в Европу считают либо завоз вредителя с саженцами дальневосточных видов липы, либо он проник с транзитным грузом.